# 穆赫塔尔汗·塔什霍贾耶夫
穆赫塔尔汗·塔什霍贾耶夫（1983年9月23日—), 乌兹别克斯坦国家残奥委员会主席、 亚洲残奥委员会副主席、  浩罕大学监事会主席。乌兹别克斯坦共和国荣誉体育教师。荣获多项国家奖励。

## 传
穆赫塔尔汗·塔什霍贾耶夫1983年9月21日出生于费尔干纳州浩罕市的一个知识分子家庭。2002年至2009年就读于塔什干国立经济大学学士和硕士学位。

## 职业
他于2004年开始了自己的职业生涯，担任塔什干国立经济大学信息技术和远程学习中心的工程师。
- 2009年至2010年，任塔什干国立经济大学企业管理系助理。

- 2010年至2011年，乌兹别克斯坦共和国高等和中等特殊教育部长助理。

- 2011-2012年塔什干国立经济大学研究员。

- 2012年至2014年，担任塔什干国立经济大学企业管理与竞争发展系高级讲师。

- 2014-2014年，塔什干国立经济大学企业管理与竞争发展系副教授。

- 2014-2014年，塔什干国立经济大学银行学院副院长。

- 2014年至2016年，担任塔什干国立经济大学银行学院院长。

- 2016年至2020年，担任塔什干国立经济大学企业管理学院院长。

- 2013-2019年乌兹别克斯坦国家残奥协会副主席。

- 2019-2021 年乌兹别克斯坦国家残奥会主席。

- 2019年至今，亚洲残奥委员会副主席。[5][6]
- 2021年5月25日——现任乌兹别克斯坦国家残奥委员会主席。[7]

穆赫塔尔汗·塔什霍贾耶夫将乌兹别克斯坦国家残奥委员会的活动提升到了新的水平，在他的带领下，乌兹别克斯坦残奥运动员在2020年夏季残奥会上获得8金5银6铜，共计19枚奖牌，获得第16名在世界排名中的位置。2021年，穆赫托尔汗·塔什霍贾耶夫被乌兹别克斯坦共和国总统授予乌兹别克斯坦共和国体育教练荣誉称号，以表彰他为残奥运动发展做出的贡献。
- 2023年6月1日，乌兹别克斯坦共和国总统国家社会保障局副局长。

## 奖项
- 乌兹别克斯坦共和国总统“乌兹别克斯坦共和国荣誉体育教练”荣誉称号
- “乌兹别克斯坦标志”徽章
- 国防部“模范服务”徽章
- 纪念徽章“乌兹别克斯坦独立25周年”。[10]
- 乌兹别克斯坦宪法颁布25周年纪念徽章
- 乌兹别克斯坦独立30周年纪念徽章
- 乌兹别克斯坦宪法颁布30周年纪念徽章
- 获得乌兹别克斯坦共和国高中特殊教育部、乌兹别克斯坦青年联盟、乌兹别克斯坦共和国工会联合会颁发的荣誉证书